# Edison Flores
Cet article possède des homonymes et des paronymes, voir Flores.
Edison Michael Flores Peralta, plus couramment appelé Edison Flores, est un footballeur international péruvien, né le 14 mai 1994 à Lima. Il joue au poste de milieu offensif à l'Atlas FC.

## Biographie

### En club
Formé à l'Universitario de Deportes de Lima, Edison Flores – surnommé Orejas (« Oreilles ») – y remporte la première édition de la Copa Libertadores des moins de 20 ans en 2011. Même s'il est promu en équipe première, il est prêté à la réserve du Villarreal CF entre 2012 et 2014 avant de revenir à l'Universitario où il évolue jusqu'en 2016.
Il s'expatrie alors définitivement, pour jouer à l'Aalborg BK (Danemark), puis au Monarcas Morelia (Mexique) en 2018. Le 14 janvier 2020, il est transféré au D.C. United en Major League Soccer, avant de revenir au Mexique en juin 2022 afin de jouer à l'Atlas FC. Ayant peu de temps de jeu avec ce dernier club, il est prêté en juin 2023 à l'Universitario de Deportes pour une durée de 18 mois. Son retour à son club formateur est payant puisqu'il est sacré champion du Pérou en fin de saison.

### En équipe nationale
Edison Flores joue son premier match en équipe du Pérou le 14 août 2013, en amical contre la Corée du Sud (score : 0-0). Il inscrit son premier but le 23 mai 2016, en amical contre Trinité-et-Tobago (victoire 4-0).
En 2018, il est retenu par le sélectionneur Ricardo Gareca afin de participer à la Coupe du monde organisée en Russie. Il prend part aux trois matchs disputés par le Pérou au cours de ce tournoi.
Flores participe également à deux éditions de la Copa América : d'abord en 2016, aux États-Unis, où il inscrit un but contre l'Équateur lors de la phase de groupes avant que son pays ne s'incline en quart de finale face à la Colombie (0-0, 2-4tab). Enfin en 2019, au Brésil, où son pays se hisse en finale de la compétition, perdue aux mains du pays hôte (défaite 3-1). Il contribue au bon parcours des siens en marquant deux buts, le premier face à la Bolivie en phase de groupes, puis le deuxième en demi-finale contre le Chili.

### Engagement politique
Il appelle à voter pour la candidate de droite Keiko Fujimori lors de l'élection présidentielle péruvienne de 2021.

## Statistiques

### En club
| Saison                | Club                  | Championnat           | Championnat | Championnat | Coupe(s) nationale(s) | Coupe(s) nationale(s) | Compétition(s) continentale(s) | Compétition(s) continentale(s) | Compétition(s) continentale(s) | Autres compétitions | Autres compétitions | Autres compétitions | Total | Total |
| Saison                | Club                  | Division              | M.          | B.          | M.                    | B.                    | Comp.                          | M.                             | B.                             | Comp.               | M.                  | B.                  | M.    | B.    |
| 2011                  | Universitario Lima    | 1                     | 11          | 0           | -                     | -                     | CS                             | 3                              | 0                              | TI                  | 1                   | 0                   | 15    | 0     |
| 2012                  | Universitario Lima    | 1                     | 26          | 4           | -                     | -                     | -                              | -                              | -                              | -                   | -                   | -                   | 26    | 4     |
| 2012-2013             | Villarreal CF B       | 3                     | 16          | 3           | -                     | -                     | -                              | -                              | -                              | -                   | -                   | -                   | 16    | 3     |
| 2013-2014             | Villarreal CF B       | 3                     | 28          | 4           | -                     | -                     | -                              | -                              | -                              | -                   | -                   | -                   | 28    | 4     |
| 2014                  | Universitario Lima    | 1                     | 16          | 2           | -                     | -                     | -                              | -                              | -                              | TI                  | 6                   | 1                   | 22    | 3     |
| 2015                  | Universitario Lima    | 1                     | 24          | 3           | -                     | -                     | CS                             | 3                              | 0                              | TI                  | 6                   | 1                   | 33    | 4     |
| 2016                  | Universitario Lima    | 1                     | 24          | 8           | -                     | -                     | -                              | -                              | -                              | -                   | -                   | -                   | 24    | 8     |
| 2016-2017             | Aalborg BK            | 1                     | 9           | 1           | -                     | -                     | -                              | -                              | -                              | -                   | -                   | -                   | 9     | 1     |
| Total sur la carrière | Total sur la carrière | Total sur la carrière | 154         | 25          | -                     | -                     | -                              | 6                              | 0                              | -                   | 13                  | 2                   | 173   | 27    |

### En sélection nationale
| Saison                | Sélection             | Phases finales          | Phases finales | Phases finales | Phases finales | Éliminatoires CDM | Éliminatoires CDM | Éliminatoires CDM | Matchs amicaux | Matchs amicaux | Matchs amicaux | Total | Total | Total |
| Saison                | Sélection             | Compétition             | M              | B              | Pd             | M                 | B                 | Pd                | M              | B              | Pd             | M     | B     | Pd    |
| --------------------- | --------------------- | ----------------------- | -------------- | -------------- | -------------- | ----------------- | ----------------- | ----------------- | -------------- | -------------- | -------------- | ----- | ----- | ----- |
| 2013-2014             | Pérou                 | -                       | -              | -              | -              | -                 | -                 | -                 | 2              | 0              | 0              | 2     | 0     | 0     |
| 2015-2016             | Pérou                 | Copa América Centenario | 4              | 1              | 1              | 1                 | 0                 | 1                 | 3              | 1              | 1              | 8     | 2     | 3     |
| 2016-2017             | Pérou                 | -                       | -              | -              | -              | 7                 | 3                 | 0                 | 2              | 1              | 0              | 9     | 4     | 0     |
| 2017-2018             | Pérou                 | Coupe du monde 2018     | 3              | 0              | 0              | 6                 | 2                 | 0                 | 5              | 1              | 0              | 14    | 3     | 0     |
| 2018-2019             | Pérou                 | Copa América 2019       | 6              | 2              | 0              | -                 | -                 | -                 | 8              | 2              | 1              | 14    | 4     | 1     |
| 2019-2020             | Pérou                 | -                       | -              | -              | -              | -                 | -                 | -                 | 4              | 0              | 0              | 4     | 0     | 0     |
| 2020-2021             | Pérou                 | -                       | -              | -              | -              | 2                 | 0                 | 0                 | -              | -              | -              | 2     | 0     | 0     |
| 2021-2022             | Pérou                 | -                       | -              | -              | -              | 9                 | 2                 | 0                 | 1              | 0              | 0              | 10    | 2     | 0     |
| 2022-2023             | Pérou                 | -                       | -              | -              | -              | -                 | -                 | -                 | 5              | 0              | 0              | 5     | 0     | 0     |
| 2023-2024             | Pérou                 | Copa América 2024       | 3              | 0              | 0              | 2                 | 0                 | 0                 | 3              | 1              | 1              | 8     | 1     | 1     |
| 2024-2025             | Pérou                 | -                       | -              | -              | -              | 8                 | 1                 | 0                 | -              | -              | -              | 8     | 1     | 0     |
| Total sur la carrière | Total sur la carrière | Total sur la carrière   | 16             | 3              | 1              | 35                | 8                 | 1                 | 33             | 6              | 3              | 84    | 17    | 5     |

### Buts en équipe nationale
| No | Date             | Stade, ville, pays                                   | Adversaire        | Résultat | Compétition                             |
| -- | ---------------- | ---------------------------------------------------- | ----------------- | -------- | --------------------------------------- |
| 1  | 23 mai 2016      | Estadio Nacional, Lima (Pérou)                       | Trinité-et-Tobago | V 4-0    | Match amical                            |
| 2  | 8 juin 2016      | University of Phoenix Stadium, Glendale (États-Unis) | Équateur          | N 2-2    | Copa América Centenario                 |
| 3  | 11 octobre 2016  | Estadio Nacional, Santiago (Chili)                   | Chili             | D 1-2    | Éliminatoires de la Coupe du monde 2018 |
| 4  | 10 novembre 2016 | Estadio Defensores del Chaco, Asuncion (Paraguay)    | Paraguay          | V 4-1    | Éliminatoires de la Coupe du monde 2018 |
| 5  | 28 mars 2017     | Estadio Nacional, Lima (Pérou)                       | Uruguay           | V 2-1    | Éliminatoires de la Coupe du monde 2018 |
| 6  | 14 juin 2017     | Estadio Monumental Virgen de Chapi, Arequipa (Pérou) | Jamaïque          | V 3-1    | Match amical                            |
| 7  | 31 août 2017     | Stade Monumental, Lima (Pérou)                       | Bolivie           | V 2-1    | Éliminatoires de la Coupe du monde 2018 |
| 8  | 5 septembre 2017 | Estadio Olímpico Atahualpa, Quito (Équateur)         | Équateur          | V 2-1    | Éliminatoires de la Coupe du monde 2018 |
| 9  | 23 mars 2018     | Hard Rock Stadium, Miami (États-Unis)                | Croatie           | V 2-0    | Match amical                            |
| 10 | 16 octobre 2018  | Rentschler Field, East Hartford (États-Unis)         | États-Unis        | N 1-1    | Match amical                            |
| 11 | 20 novembre 2018 | Estadio Monumental Virgen de Chapi, Arequipa (Pérou) | Costa Rica        | D 2-3    | Match amical                            |
| 12 | 18 juin 2019     | Stade Maracanã, Rio de Janeiro (Brésil)              | Bolivie           | V 3-1    | Copa América 2019                       |
| 13 | 3 juillet 2019   | Arena do Grêmio, Porto Alegre (Brésil)               | Chili             | V 3-0    | Copa América 2019                       |
| 14 | 28 janvier 2022  | Estadio Metropolitano, Barranquilla (Colombie)       | Colombie          | V 1-0    | Éliminatoires de la Coupe du monde 2022 |
| 15 | 1er février 2022 | Estadio Nacional, Lima (Pérou)                       | Équateur          | N 1-1    | Éliminatoires de la Coupe du monde 2022 |

NB : Les scores sont affichés sans tenir compte du sens conventionnel en cas de match à l'extérieur (Pérou-Adversaire)

## Palmarès
| Universitario de Deportes - Championnat du Pérou (1) : - Champion : 2023. - Tournois semestriels (2) : - Vainqueur : 2016-A. - Vainqueur : 2023-C. - Copa Libertadores -20 ans (1) : - Vainqueur : 2011. - Meilleur joueur : 2011. |  | Pérou - Copa América : - Finaliste : 2019. |